# The Dictionary of Modern American Philosophers
The Dictionary of Modern American Philosophers est un ouvrage biographique de référence en quatre volumes et publié en 2005. 
Il est publié en ligne par Oxford Reference Online en 2010.